# Olympiska sommarspelen 2028
Olympiska sommarspelen 2028 kommer att hållas 14 – 30 juli 2028 i Los Angeles i USA och blir officiellt de 34:e (XXXIV) olympiska sommarspelen. I praktiken är det dock de 31:a sommarspelen (32:a om extraspelen 1906 räknas med), men de hålls under den 34:e (moderna) olympiaden. Los Angeles valdes som arrangör på IOK:s kongress den 13 september 2017 i Lima i Peru.
Los Angeles var även värd för sommar-OS 1932 och 1984 och blev den tredje staden efter London och Paris att få arrangera tre sommar-OS.

## Ansökningar
Efter att tre av fem ansökarstäder till olympiska sommarspelen 2024 hade hoppat av, och med bara två kandidater kvar, Los Angeles och Paris, började IOK diskutera förändringar i ansökningsprocessen. I juni 2017 tillkännagav IOK:s president Thomas Bach att man förordade att utse värdstad för både 2024 och 2028 års sommar-OS samtidigt vid IOK:s kongress i september samma år, och i juli bekräftades detta av en extrainsatt kongress. Strax därefter ansökte Los Angeles officiellt om sommar-OS 2028.
Vid IOK:s kongress i Lima i Peru beslutades den 13 september 2017 att Paris fick spelen 2024 medan Los Angeles fick spelen 2028.